# Die linke Hand Gottes
Die linke Hand Gottes (Originaltitel: The Left Hand of God) ist ein US-amerikanisches Filmdrama des Regisseurs Edward Dmytryk aus dem Jahr 1955 nach dem Roman Gottes linke Hand (The Left Hand of God) von William E. Barrett. Die Deutschland-Premiere fand am 14. November 1955 statt, die erstmalige Ausstrahlung im deutschen Fernsehen erfolgte am 25. Dezember 1971.

## Handlung
China während des Zweiten Weltkrieges: 1944 muss der amerikanische Kampfflieger Jim Carmody notlanden und wird danach von General Mieh Yang gefangen genommen. Dieser zwingt ihn, als Soldat und Adjutant für ihn zu arbeiten.
Nach drei Jahren Gefangenschaft hält Carmody es nicht mehr aus und flieht. Dabei nutzt er die Gewänder eines getöteten katholischen Priesters. Als er an einer Missionsstation vorbeikommt, hält man ihn für den lange erwarteten Pater. Die Station wird von Dr. David Sigman und seiner Frau Beryl geleitet. Die Station kümmert sich um Dorfbewohner, die unter dem Bürgerkrieg zwischen Nationalisten und Kommunisten leiden. Um sich nicht zu verraten, spielt Carmody mit, verliebt sich aber bald in die amerikanische Krankenschwester Anne Scott, die ähnliche Gefühle hegt, die sich beide aber nicht eingestehen.
Eines Tages taucht General Yang auf und droht, die Station und das Dorf dem Erdboden gleichzumachen, wenn Carmody nicht mit ihm geht. Carmody bietet ihm ein Würfelspiel an: Wenn er gewinne, bleibe er frei und die umliegenden Dörfer und die Station unversehrt, wenn General Yang gewinne, müsse er ihm weitere fünf Jahre dienen. Jim Carmody gewinnt das Würfelspiel zweimal (jeweils spielt die Augenzahl Drei eine Rolle). Der General hält sein Wort und zieht mit seinen Truppen ab, ohne die Missionsstation zu zerstören. Zudem lässt der General eine Geschichte verbreiten, in der er durch eine Wundertat des Heiligen Geistes zum Abzug bewegt worden sei. Carmody verlässt die Station mit der nächsten Karawane, um sich vor dem Bischof zu verantworten. Nur Anne, die in der Mission zurückbleibt, weiß um seine wahre Identität.

## Hintergrund
- Produzent Adler hatte ein Jahr zuvor einen Oscar für Verdammt in alle Ewigkeit gewonnen. 1957 wurde ihm zudem der Irving G. Thalberg Memory Award verliehen.
- Weitere oscarprämierte Mitarbeiter waren Art-Director Lyle R. Wheeler (drei der Auszeichnungen gewann er vor diesem Film, zwei weitere später); Set-Decorator Walter M. Scott, der mit einem Oscar zum Set kam und später weitere fünf Statuen gewann; Kostümdesigner Travilla (ein Oscar); dessen Kollege Charles Le Maire (zwei Oscars vor dem Film, ein weiterer kam später hinzu), der hier als Leiter der Kostüm-Abteilung arbeitete.
- Während Komponist Young später zu Oscar-Ehren kam, wurde der Orchesterleiter Leo Shuken, der 1940 einen Oscar als Komponist gewonnen hatte, im Abspann nicht genannt.

## Kritiken
„Die linke Hand Gottes bezieht seine Spannung weniger aus der Action als aus dem inneren Konflikt seines Protagonisten. Edward Dmytryk […] inszenierte einen originellen Abenteuerfilm mit ausgezeichneten darstellerischen Leistungen Humphrey Bogarts, Lee J. Cobbs und Gene Tierneys“

„[…] abenteuerlich, trotz anrührender Momente eine Hollywoodpredigt am Rande des Kitschs. (Wertung: 1½ von 4 möglichen Sternen – mäßig)“